# Cyathea grandifolia
Cyathea grandifolia är en ormbunkeart som beskrevs av Carl Ludwig Willdenow. Cyathea grandifolia ingår i släktet Cyathea och familjen Cyatheaceae.

## Underarter
Arten delas in i följande underarter:
- C. g. bullata
- C. g. munita